# AT&T Corporate Center
AT&T Corporate Center è un grattacielo di Chicago, negli Stati Uniti. È il quarto grattacielo più alto della città. È la sede della American Telephone & Telegraph Company nell'Illinois.
Progettato dall'architetto Adrian Smith D. in stile postmoderno, è stato costruito in granito ed acciaio ed è stato completato nel 1989.
Come altri edifici del centro cittadino, i rientri della torre e le guglie di notte sono evidenziate da un'illuminazione colorata. I gestori dell'edificio sono stati elogiati per avere diminuito l'illuminazione durante la migrazione degli uccelli riducendo così dell'80% la loro mortalità.